# Radziecki podbój Gruzji
Radziecki podbój Gruzji – kampania Armii Czerwonej przeciwko Demokratycznej Republice Gruzji przeprowadzona w lutym i marcu 1921 roku w celu przyłączenia Gruzji do RFSRR.

## Tło wydarzeń
22 kwietnia 1918, w czasie rosyjskiej wojny domowej, Sejm Zakaukaski ogłosił oderwanie się Kaukazu Południowego od Rosji i proklamował powstanie Zakaukaskiej Demokratycznej Republiki Federacyjnej. Z powodu braku porozumienia między tworzącymi to państwo Gruzinami, Ormianami i Azerami już 26 maja przestało ono istnieć poprzez samorozwiązanie. W jego miejsce na Zakaukaziu powstały trzy państwa narodowe. Gruzja ogłosiła swoją niepodległość tego samego dnia, zaś Azerbejdżan i Armenia – dwa dni później.
Od początku istnienia Demokratycznej Republiki Gruzji rządzący nią mienszewicy zdawali sobie sprawę ze słabości państwa, konieczności przeprowadzenia w nim gruntownych reform wewnętrznych i uzyskania legitymacji międzynarodowej (państwa Ententy nadal traktowały Gruzję jako część Rosji). Już 28 maja 1918 władze gruzińskie zawarły porozumienie z Niemcami, pragnąc zrównoważyć w ten sposób wpływy tureckie, a zarazem uzyskać niemieckie poparcie na arenie międzynarodowej. Od jesieni 1918 gruzińscy politycy rozpoczęli także kontakty z państwami Ententy; od października 1918 Niemcy wycofywali z Gruzji swoje wojska. Próby przedstawiania państwom zachodnim motywów gruzińskiego związku z Niemcami nie przyniosły spodziewanych rezultatów i po wycofaniu się Niemców z Gruzji w grudniu 1918 Wielka Brytania wprowadziła do kraju swój kontyngent. Brytyjczycy w niewielkim stopniu przyczynili się do ustabilizowania wewnętrznej sytuacji w państwie, podobnie jak Niemcy silnie eksploatowali za to kraj ekonomicznie.
Pod koniec tego samego roku Gruzja rozpoczęła także rozmowy z Rosją Radziecką. Aby zachować poparcie Zachodu, w styczniu 1920 przedstawiciele Gruzińskiej Republiki Demokratycznej nie zgodzili się utworzyć z bolszewikami wspólnego frontu przeciwko białym Siłom Zbrojnym Południa Rosji gen. Antona Denikina. Wyrazy wsparcia ze strony państw zachodnioeuropejskich nie przełożyły się jednak na konkretne wsparcie wojskowe i finansowe. Wówczas Gruzja zaproponowała Rosji podjęcie bezpośrednich rozmów, jednak wobec sukcesów Armii Czerwonej (definitywne powstrzymanie ofensywy moskiewskiej Denikina w 1919, zwycięstwa w bitwach o Rostów nad Donem i Nowoczerkask, a następnie dalszy marsz na południe) sytuacja polityczna w regionie była już zupełnie inna. Inwazja radziecka na Gruzję wydawała się kwestią czasu, zwłaszcza że od początku istnienia niepodległego państwa na jego terenie dochodziło do wystąpień zbrojnych miejscowych bolszewików. Opierali się oni na wsparciu ze strony ludności niegruzińskiej, toteż najpoważniejsze powstania bolszewickie miały miejsce w Osetii Południowej.
W marcu 1920 Armia Czerwona opanowała Kaukaz Północny, a w końcu kwietnia wkroczyła do Demokratycznej Republiki Azerbejdżanu. W zajętym Baku proklamowana została w jej miejsce Azerbejdżańska Socjalistyczna Republika Radziecka. W związku z tym 1 maja 1920 rząd gruziński wprowadził w kraju stan wojenny.

## Przebieg inwazji

### Atak na Gruzję w maju 1920
Mimo wprowadzenia stanu wojennego w nocy z 1 na 2 maja 1920 w Tbilisi, w Adżarii i w innych regionach Gruzji wybuchło kolejne powstanie bolszewickie. Uderzenie Armii Czerwonej na granicy gruzińsko-azerbejdżańskiej zostało najprawdopodobniej z nimi skoordynowane. Wojsko gruzińskie zdołało jednak szybko stłumić wszystkie wystąpienia i odeprzeć atak zewnętrzny, jedynie powstanie bolszewickie w Osetii Południowej przetrwało pierwszy dzień.
Następnego dnia uderzenie Armii Czerwonej prowadzone z Azerbejdżanu zostało wzmocnione. 11 Armia Robotniczo-Chłopskiej Armii Czerwonej przełamała gruzińskie linie obronne w strefie granicznej i pokonując dalszy opór zmierzała w kierunku Tbilisi. Sergo Ordżonikidze, informując Komitet Centralny partii bolszewickiej o postępach Armii Czerwonej, szacował, że stolica mogłaby zostać zdobyta do 12 maja. Przebywające w Gruzji siły państw Ententy nie udzieliły Gruzinom pomocy wojskowej, chociaż mogły przekazać broniącej się republice zapasy przeznaczone pierwotnie dla białych. Lenin nakazał jednak wycofanie Armii Czerwonej z Gruzji i skupienie się na umacnianiu władzy radzieckiej w Azerbejdżanie. Przyczyną tej decyzji były klęski Rosjan w wojnie z Polską. Już po wycofaniu się wojsk radzieckich wojsko gruzińskie stłumiło powstanie w Osetii Południowej, pozostawione przez centralne władze bolszewickie bez spodziewanej pomocy.

### Maj 1920 – luty 1921
7 maja 1920 Gruzja i Rosja Radziecka podpisały traktat pokojowy. Rosja Radziecka uznała niepodległość Gruzji, zobowiązała się także nie ingerować w wewnętrzne funkcjonowanie państwa. Gruzja musiała jednak zgodzić się w zamian na rozbrojenie oddziałów Białych, niewpuszczania na swoje terytorium wojsk państw trzecich, usunięcia dyplomatów z państw wrogich państwu radzieckiemu, zalegalizowania organizacji komunistycznych i przekazania Rosji sprzętu wojskowego i okrętów z portów czarnomorskich. Po ratyfikowaniu traktatu przez gruziński parlament do Tbilisi przybył jako przedstawiciel dyplomatyczny Rosji Radzieckiej Siergiej Kirow, zaś miejscowe organizacje komunistyczne skonsolidowały się, tworząc Komunistyczną Partię (bolszewików) Gruzji. Więzienia gruzińskie opuściło tysiąc działaczy komunistycznych organizujących poprzednie nieudane powstania. Partia komunistyczna natychmiast zaangażowała się w przygotowania zbrojnego wystąpienia przeciwko rządowi, przewodził im sam Kirow, który równocześnie stale oskarżał gruzińskie władze o łamanie traktatu z 7 maja 1920.
Ponowne próby uzyskania pomocy zachodniej przez Gruzję zakończyły się niepowodzeniem, gdyż państwa Ententy zrezygnowały z dalszego zwalczania bolszewików. Jesienią 1920 zakończyły się walki na froncie polsko-bolszewickim, w listopadzie tego samego roku doszło do podboju Armenii przez Armię Czerwoną. Bolszewicy kaukascy dążyli do przejęcia władzy w Gruzji jeszcze zanim plany te usankcjonowały najwyższe władze partyjne. Według danych wywiadowczych gruzińskich 9 grudnia siły radzieckie w Armenii i Azerbejdżanie przygotowywały się do uderzenia na Gruzję bez konsultacji z Komitetem Centralnym bolszewików. 15 grudnia 1920 Biuro Kaukaskie partii bolszewickiej upoważniło Komitet Centralny Partii Komunistycznej (bolszewików) Gruzji do wszczęcia w Gruzji kolejnej próby przejęcia władzy. Pierwsza reakcja Lenina na tę decyzję była negatywna. Moskwa obawiała się, że agresja na Gruzję pogorszy stosunki z państwami Ententy, które mogłyby zbrojnie wystąpić w obronie Demokratycznej Republiki Gruzji. O ile dowodzący 11 Armią Anatolij Haecker twierdził, że zajęcie Gruzji odbędzie się bez większych problemów, dowódca naczelny Armii Czerwonej Siergiej Kamieniew sądził, że 11 Armia jest osłabiona dezercjami, a poza tym powinna być wykorzystana w innych celach, do tłumienia buntów antybolszewickich w Rosji. Lenin obawiał się również, że całkowity podbój Zakaukazia zniechęci Wielką Brytanię do udzielania Rosji Radzieckiej kredytów i do inwestowania w kraju, co utrudniłoby planowaną reformę gospodarczą (odejście od nieefektywnego komunizmu wojennego).
W tym samym czasie rząd gruziński nie osiągnął porozumienia w sprawie dalszego postępowania. Przewodzący mu Noe Żordania uważał, że porozumienie z Rosją jest możliwe. Inna grupa polityków bezskutecznie apelowała o podjęcie próby pozyskania pomocy Turcji.

### Uderzenie Armii Czerwonej w lutym 1921

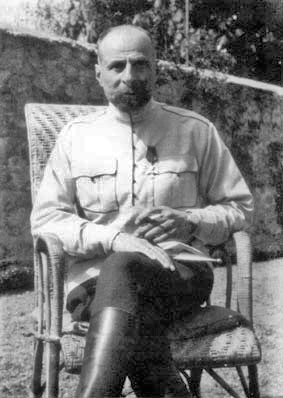
Gen. Giorgi Kwinitadze

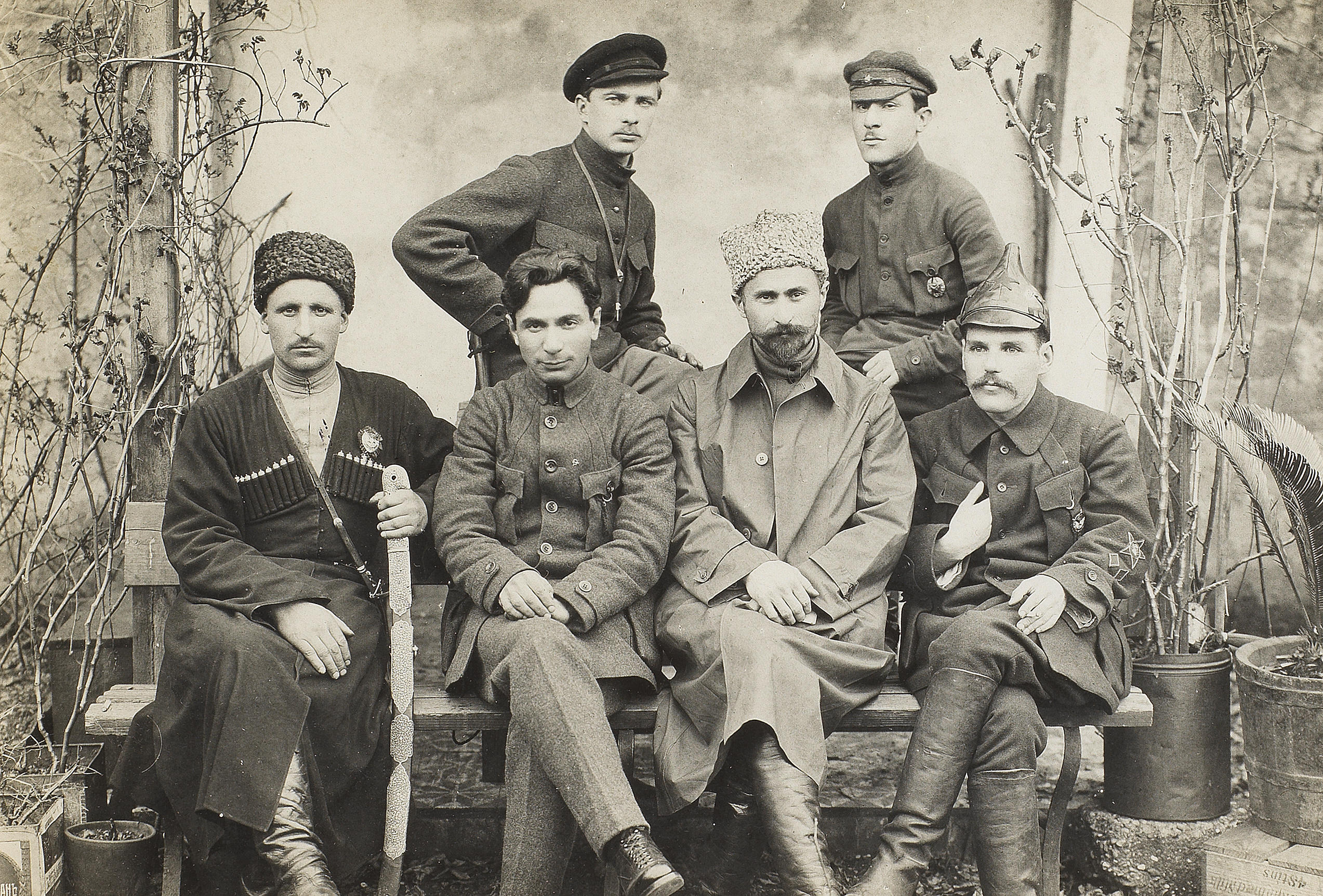
Grupa dowódców Armii Czerwonej w Batumi, 1921; pierwszy z lewej siedzi Dmitrij Żłoba, trzeci z lewej Szalwa Eliawa, czwarty – Nikołaj Kujbyszew

Do wyrażenia zgody na inwazję na Gruzję przekonali Lenina czołowi bolszewicy wywodzący się z Kaukazu - Stalin i Sergo Ordżonikidze oraz Siergiej Kirow. 2 stycznia 1921 Kirow i Ordżonikidze przedstawili przywódcy partii memoriał, w którym twierdzili, że demokratyczna Gruzja w fatalny sposób wpływa na pozycję bolszewików na całym Zakaukaziu, utrudniając ich położenie w Armenii, służąc interesom tureckim i kontrrewolucyjnym. Wskazywali, że miejscowe siły bolszewików są zbyt małe, by samodzielnie przejąć władzę, jako pretekst do inwazji wskazywali pomoc dla powstania w Abchazji lub Adżarii. 4 stycznia Stalin poparł to stanowisko. 26 stycznia Lenin przedstawił na plenum Komitetu Centralnego uchwałę przewidującą wywieranie na Gruzję nacisku, a w razie niepowodzenia - interwencję wojskową 11 Armii.
11 lutego 1921 bolszewicy gruzińscy rozpoczęli kolejne powstanie, którego ośrodkiem miał być okręg lorijski, położony w strefie granicznej między Gruzją i Armenią. Pięć dni trwało kompletowanie składu Komitetu Rewolucyjnego, co sprawiło organizatorom buntu znaczne trudności z powodu niewielkiego poparcia ludności dla bolszewików i małej liczby gruzińskich działaczy tej partii. Do komitetu dokooptowano osoby, które nie przebywały nawet w Gruzji (jego przewodniczący Filipe Macharadze przebywał w Moskwie). Jeszcze przed formalnym ukonstytuowaniem się komitetu, 14 lutego, Lenin nakazał 11 Armii „poparcie powstania w Gruzji i zajęcie Tyflisu”. Dopiero w tym momencie kierownictwo bolszewickie ostatecznie usankcjonowało działania bolszewików kaukaskich. O decyzji Lenina nie wiedział ani głównodowodzący Armią Czerwoną Siergiej Kamieniew, ani nieobecny w Moskwie Lew Trocki.
Główne uderzenie, prowadzone z Azerbejdżanu i Armenii, nastąpiło 15 lutego. 17 lutego jednostki 9. Armii RKKA zaatakowały Gruzję od strony Soczi wzdłuż wybrzeża, chcąc uniemożliwić zdobycie przez Gruzję pomocy Ententy dostarczanej przez Morze Czarne. Z kolei Terecka Grupa Wojsk Armii Czerwonej w tym samym dniu rozpoczęła marsz w kierunku Kutaisi. Agresję radziecką Lenin formalnie opisywał jako obronę bolszewickich powstańców przed siłami Białych. W pierwszych dniach po ataku Armii Czerwonej władze gruzińskie bezskutecznie usiłowały skontaktować się z Radą Komisarzy Ludowych i wyjaśnić przyczynę złamania traktatu z 7 maja 1920. Następnie komisarz spraw zagranicznych Gieorgij Cziczerin przekonywał Gruzinów, że wybuchł jedynie konflikt lokalny.
16 lutego 1921 Zgromadzenie Konstytucyjne Gruzji mianowało głównodowodzącym armii gruzińskiej gen. Giorgiego Kwinitadze. Wojsko gruzińskie oraz gruzińska Gwardia Ludowa było słabo uzbrojone i nie miało szans w starciu z przeważającymi siłami radzieckimi. 11. Armia RKKA atakowała wzdłuż szosy Kazach-Salach-Tbilisi. Natarcie przemieszczało się naprzód w wolnym tempie, gdyż wycofujące się siły gruzińskie wysadzały za sobą wiadukty i mosty. Ostatecznie jednak 24 lutego 11. Armia rozbiła oddziały Gwardii Ludowej broniące Tbilisi na odcinku południowo-zachodnim. W tej sytuacji gen. Kwinitadze postanowił wycofać się do Mcchety i tam zorganizować nową linię obrony. Razem z wojskiem stolicę opuścili dyplomaci innych państw i władze cywilne. 25 lutego 1921 11. Armia wkroczyła do stolicy Gruzji bez walki. Komitet Rewolucyjny Gruzji ogłosił ustanowienie w kraju władzy radzieckiej.
Plan utworzenia nowej linii obronnej w rejonie Mcchety nie został wprowadzony w życie wobec niesprzyjających warunków terenowych. Dowództwo gruzińskie i rząd mienszewicki postanowiły zatem przemieszczać się dalej na zachód. Niepowodzenia Terecko-Dagestańskiej Grupy Wojsk RKKA w górach Kaukazu w warunkach mroźnej zimy umożliwiły realizację tego manewru. Nową linię obronną zorganizowano na wysokości Gori w Górach Suramskich. Kilka ataków Armii Czerwonej zostało odpartych, jednak odcięte od magazynów i fabryk amunicji (położonych w Tbilisi) siły gruzińskie nie miały szans przedłużania oporu bez pomocy zewnętrznej. Rząd nie przestawał kierować do Francji i Wielkiej Brytanii próśb o wsparcie wojskowe. Jedynym jednak aktem takiego wsparcia stał się francuski ostrzał Gudauty, Gagry i Pilenkow, wspierający obronę gruzińską w rejonie Suchumi i Nowego Atonu. Obrońcy wymienionego odcinka opuścili pozycje dopiero po rozkazie naczelnego dowództwa i w zorganizowany sposób wycofali się w kierunku Oczamczyry i Zugdidi. Oznaczało to upadek Abchazji; bolszewicy ogłosili powstanie na jej terenie osobnego Komitetu Rewolucyjnego. Wyczerpane wcześniejszymi walkami, pozbawione zaopatrzenia i amunicji jednostki gruzińskie poniosły kolejną klęskę w walkach o port Poti. W tym samym czasie, 9 marca, Terecko-Dagestańska Grupa Wojsk RKKA zdołała przełamać opór gruziński na kaukaskiej Przełęczy Mamisońskiej, a następnie wejść do Oni i Leczchumi. Powstało w ten sposób zagrożenie okrążenia oddziałów broniących się na linii Gór Suramskich i odcięcia ich od pomocy, gdyby została ona jednak udzielona przez Morze Czarne. Około 12 marca rząd gruziński razem z naczelnym dowództwem armii ewakuował się przez rzekę Rioni. Dzień wcześniej, wobec braku pomocy Ententy (Wielka Brytania od początku uważała obronę Gruzji za pozbawioną szans powodzenia), mienszewicy gruzińscy przystali na propozycję pomocy tureckiej. Miała ona polegać na wkroczeniu Turków do Adżarii i jej obronie przed bolszewikami. W rzeczywistości jednak oddziały tureckie przepuściły radziecką kawalerię i razem z nią uderzyli na tyły gruzińskich pozycji nad Rioni. 16 marca gen. Kwinitadze, widząc, iż sytuacja podległych mu sił była beznadziejna, podał się do dymisji. W ostatnich godzinach walk wojskami gruzińskimi dowodził gen. Giorgi Mazniaszwili.

## Upadek Gruzji
Aby uchronić ludność cywilną przed represjami, prezydent Gruzji Noe Żordania upoważnił delegację, kierowaną przez Grigola Lordkipanidzego, do prowadzenia z bolszewikami rozmów pokojowych. Trwały one jeden dzień; 18 marca Lordkipanidzie zgodził się na podpisanie porozumienia, odmówił jednak złożenia aktu kapitulacji. Porozumienie z Kutaisi zakładało przerwanie działań zbrojnych, przejęcie administracji w Gruzji przez organy bolszewickiego Komitetu Rewolucyjnego, przejęcie przez Komitet Rewolucyjny majątku państwa i wojska, gwarancje bezpieczeństwa dla osób działających na rzecz republiki gruzińskiej, brak represji politycznych. Tego samego dnia rząd gruziński, naczelni dowódcy wojskowi oraz personel dyplomatyczny opuścili kraj. 19 marca, po wyparciu sił tureckich z Adżarii przez dywizję kawaleryjską Dmitrija Żłoby, bolszewicy objęli kontrolę nad całym terytorium Gruzji. Upadek Demokratycznej Republiki Gruzji został zaakceptowany przez kraje Europy Zachodniej.
W anektowanej Gruzji doszło do masowych represji wymierzonych w opozycję, zakończonych jej całkowitym zniszczeniem do 1924.